# Juan Manuel Pérez Ruiz
Juan Manuel Pérez Ruiz (Almudévar, Huesca, 15 de julio de 1996) es un futbolista sin brazos español. Juega como portero y su actual equipo es la S. D. Huesca de LaLiga Smartbank.

## Trayectoria
Es un jugador que llega a la cantera del C.A. Osasuna en categoría juvenil procedente de la SD Huesca. Más tarde, formaría parte durante varias temporadas del Club Atlético Osasuna "B", en Tercera y Segunda División B de España.
El 19 de agosto de 2018, debuta con C.A. Osasuna en la primera jornada de liga de Segunda División de la temporada 2018-2019, siendo titular debido a la lesiones de Rubén Martínez y Sergio Herrera, aunque perderían por un gol a cero frente al RCD Mallorca.
Fue uno de los jugadores del Club Atlético Osasuna que consiguió el ascenso a Primera División en la temporada 2018-2019.
Debuta en la Liga Santander el 1 de diciembre de 2019 en el RCDE Stadium siendo titular, con victoria de Osasuna sobre el Espanyol por 2 a 4.
El 20 de enero de 2023, el club navarro hace oficial su traspaso a coste cero a la S. D. Huesca pero en caso de que el equipo oscense ascienda a Primera tendría que pagar 400.000€ y el cuadro navarro se guarda un 40% de plusvalía de una futura venta y la opción de repescarlo.

## Clubes
Actualizado al último partido disputado el 25 de mayo de 2025.
| Club                      | País   | Liga      | Año       | Partidos | Goles encajados |
| ------------------------- | ------ | --------- | --------- | -------- | --------------- |
| Club Atlético Osasuna "B" | España | 2ªB       | 2016-2018 | 42       | 57              |
| C.A. Osasuna              | España | 2.ª y 1.ª | 2018-2023 | 17       | 21              |
| S.D. Huesca               | España | 2.ª       | 2023-     | 14       | 9               |

Debut en 1ª División: 1 de diciembre de 2019, R. C. D. Espanyol 2-4 C. A. Osasuna
| Temporadas en 1ª | Partidos en 1ª | Goles encajados en 1ª | Partidos en Copa | Goles encajados en Copa | Internacional |
| ---------------- | -------------- | --------------------- | ---------------- | ----------------------- | ------------- |
| 3                | 7              | 9                     | 8                | 10                      | Ninguna       |